# Evigt strålar Faderns kärlek
Evigt strålar Faderns kärlek är en sång från 1874 med text och musik av Philip Paul Bliss. Den svenska översättningen gjordes 1875 av Erik Nyström. Texten bearbetades 1986 av Sven Larson. Melodin används även till sången Herre, tag du in mitt sinne.

## Publicerad i
- Sånger till Lammets lof 1877 som nr 26 med titeln "Låt de mindre ljusen brinna" och hänvisning till Matteusevangeliet 5:16
- Svenska Missionsförbundets sångbok 1920 som nr 560 under rubriken "Inre mission"
- Svensk söndagsskolsångbok 1929 som nr 178 under rubriken "Missionssånger"
- Sionstoner 1935 som nr 586 under rubriken "Sjömansmission".
- Frälsningsarméns sångbok 1968 som nr 441 under rubriken "Strid Och Verksamhet - Kamp och seger".
- Psalmer och Sånger 1987 som nr 458 under rubriken "Kyrkan och nådemedlen - Vittnesbörd - tjänst - mission".[2]
- Segertoner 1988 som nr 421 under rubriken "Den kristna gemenskapen - Vittnesbörd - tjänst - mission".[1]
- Frälsningsarméns sångbok 1990 som nr 608 under rubriken "Strid och kallelse till tjänst".